# Route départementale 319 (Seine-et-Marne)
Pour les articles homonymes, voir Route départementale 319.
La route départementale 319 est située en Seine-et-Marne. La route nationale 19 passait initialement de Brie-Comte-Robert à Guignes via Coubert, par un tronçon déclassé  durant 2003 en D 319 ; entre 2003 et 2007, elle passait par la Francilienne, et reprenait, sous le nom de nationale, à la sortie n° 12 de l'A105, un tronçon de l'ancienne route nationale 447 (classée comme telle dans les années 1930 et déclassée dans les années 1970 en D 402), rejoignant Guignes par Yèbles. Depuis 2007, ce « nouveau » tronçon est de nouveau rétrocédé à la Seine-et-Marne sous le numéro D 619.
La RD 319 accueille plus de 8000 véhicules par jour, en raison du branchement avec la Francilienne.